# رن زهيكيانغ
رن زهيكيانغ  (بالصينية: 任志强)، (من مواليد 8 مارس 1951) هو رجل أعمال صيني، ومدون على موقع سينا ويبو، ولديه أكثر من 37 مليون متابع. وهو معروف بانتقاده الصريح للحزب الشيوعي الصيني. اختفى في 12 مارس 2020 بعد أن انتقد الأمين العام للحزب الشيوعي الصيني ورئيس الجمهورية شي جين بينغ ووصفه بأنه «مهرج» بسبب تعامله مع استجابة الصين لجائحة فيروس كورونا. في سبتمبر 2020، حُكم عليه بالسجن 18 عام بتهمة الفساد، بعد محاكمة استمرت يومًا واحدًا.

## حياته
ولد في مقاطعة شاندونغ في 8 مارس 1951، شغل والده منصب نائب وزير التجارة الصيني بين عامي (1918-2007)، وكانت والدته مسؤولة بلدية في بكين، درس في مدرسة بكين المتوسطة رقم 35. تعرض والداه للاضطهاد خلال الثورة الثقافية، وذهب إلى ريف يانان في عام 1968. بعدها التحق بجيش التحرير الشعبي، وعمل مهندسًا عسكريًا في الجيش الثامن والثلاثين، ثم قائد فصيلة لاحقًا. ترك الجيش في عام 1981 وأصبح نائب المدير العام لبكين. وحصل على الماجستير في القانون من جامعة رنمين الصينية. وعين رئيس لشركة هوايوان العقارية في عام 2007، ثم استقال من رئاسة الشركة في عام 2014.

## أنظر أيضا
- جاك ما

## روابط خارجية
- Translation: Essay by Missing Property Tycoon Ren Zhiqiang